# Dział (województwo podkarpackie)
Dział – dawna osada w Polsce, w województwie podkarpackim, w powiecie przemyskim, w gminie Dubiecko.
1 stycznia 2024 nazwa miejscowości została zniesiona.
W latach 1975–1998 miejscowość administracyjnie należała do województwa przemyskiego.